# Avezé
Cet article possède un paronyme, voir Avèze.
Avezé est une commune française, située dans le département de la Sarthe en région Pays de la Loire, peuplée de 692 habitants.
Bien que située dans la région naturelle du Perche sarthois, la commune fait partie de la province historique du Maine.

## Géographie
Couvrant 2 081 hectares dans le Perche, le territoire d'Avezé était avant 2015 le plus étendu du canton de La Ferté-Bernard. Il comporte de nombreux petits lieux-dits.
| Saint-Germain-de-la-Coudre | Val-au-Perche (comm. dél. du Theil, Orne) |              |
|                            | Avezé                                     | Ceton (Orne) |
| Souvigné-sur-Même          | Cherreau                                  |              |

### Climat
Pour des articles plus généraux, voir Climat des Pays de la Loire et Climat de la Sarthe.
En 2010, le climat de la commune est de type climat océanique dégradé des plaines du Centre et du Nord, selon une étude du CNRS s'appuyant sur une série de données couvrant la période 1971-2000. En 2020, Météo-France publie une typologie des climats de la France métropolitaine dans laquelle la commune est exposée à un climat océanique altéré et est dans une zone de transition entre les régions climatiques « Normandie (Cotentin, Orne) » et « Moyenne vallée de la Loire ».
Pour la période 1971-2000, la température annuelle moyenne est de 10,8 °C, avec une amplitude thermique annuelle de 14,2 °C. Le cumul annuel moyen de précipitations est de 722 mm, avec 12,1 jours de précipitations en janvier et 7,5 jours en juillet. Pour la période 1991-2020, la température moyenne annuelle observée sur la station météorologique de Météo-France la plus proche, sur la commune de Cormes à 7 km à vol d'oiseau, est de 11,4 °C et le cumul annuel moyen de précipitations est de 759,0 mm,. Pour l'avenir, les paramètres climatiques de la commune estimés pour 2050 selon différents scénarios d'émission de gaz à effet de serre sont consultables sur un site dédié publié par Météo-France en novembre 2022.

## Urbanisme

### Typologie
Au 1er janvier 2024, Avezé est catégorisée commune rurale à habitat dispersé, selon la nouvelle grille communale de densité à sept niveaux définie par l'Insee en 2022.
Elle est située hors unité urbaine. Par ailleurs la commune fait partie de l'aire d'attraction de La Ferté-Bernard, dont elle est une commune de la couronne,. Cette aire, qui regroupe 37 communes, est catégorisée dans les aires de moins de 50 000 habitants,.

### Occupation des sols
L'occupation des sols de la commune, telle qu'elle ressort de la base de données européenne d’occupation biophysique des sols Corine Land Cover (CLC), est marquée par l'importance des territoires agricoles (81,1 % en 2018), en diminution par rapport à 1990 (82,4 %). La répartition détaillée en 2018 est la suivante : 
prairies (43,5 %), terres arables (37,5 %), forêts (17,6 %), zones urbanisées (1,3 %). L'évolution de l’occupation des sols de la commune et de ses infrastructures peut être observée sur les différentes représentations cartographiques du territoire : la carte de Cassini (XVIIIe siècle), la carte d'état-major (1820-1866) et les cartes ou photos aériennes de l'IGN pour la période actuelle (1950 à aujourd'hui).

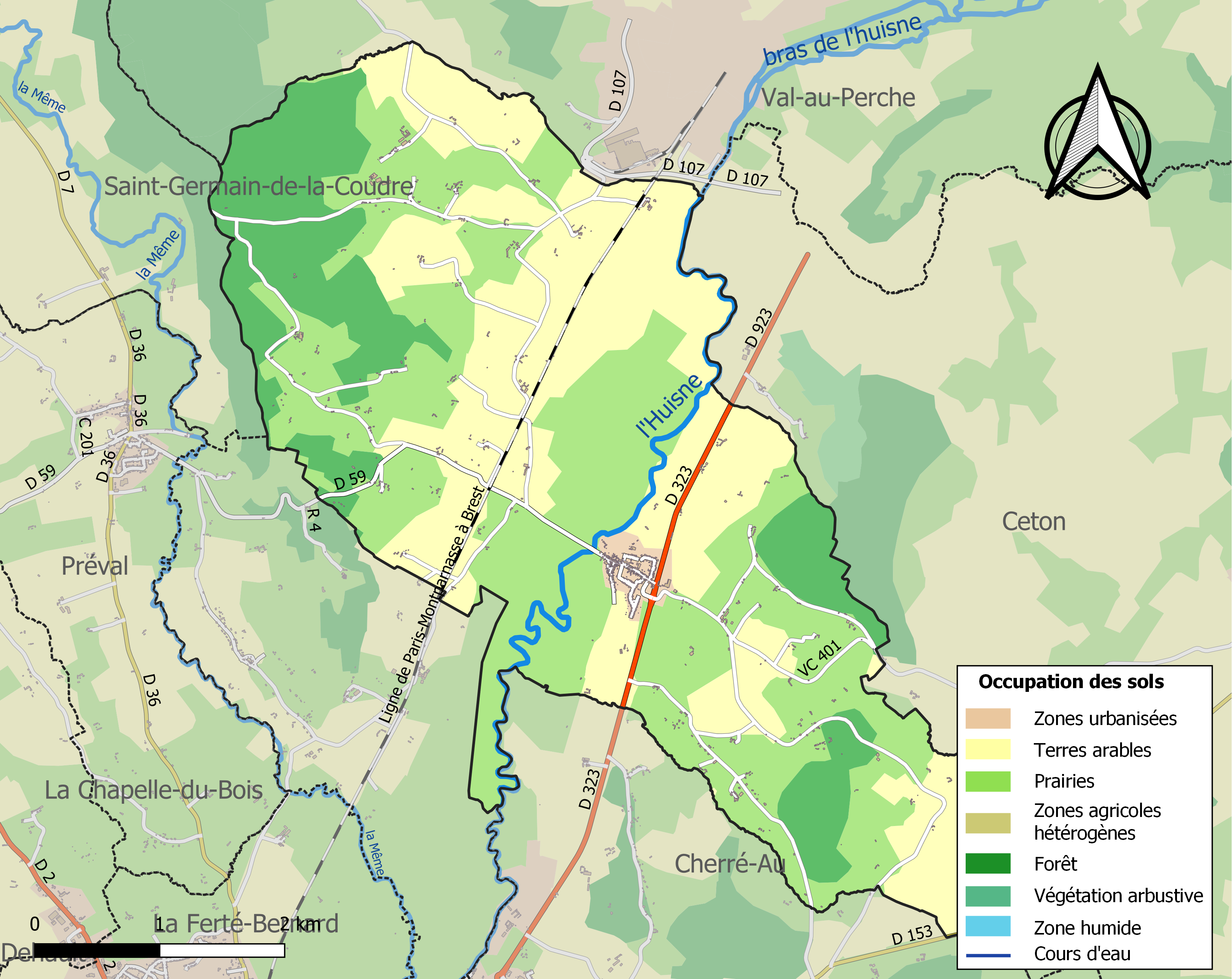
Carte des infrastructures et de l'occupation des sols de la commune en 2018 (CLC).

## Toponymie
La commune est, à l'époque gallo-romaine, et plus précisément au cours du Haut-Empire, connue sous le toponyme d'Avezia ou encore Avezium. Ces anciens noms attribués à la cité sarthoise sont notamment attestés sur les avers de pièces gallo-romaines à l'effigie de l'empereur Néron. Ces monnaies ont été mises en évidence en 1846 et sont datées du IIIe siècle apr. J.-C. D'autre part, le gentilé de la commune est Avezéen.

## Histoire
À la fin du XIXe siècle (années 1880), l'un des trois bâtiments appartenant à l'usine à papier Abadie a été construit sur la commune avezéenne. Tandis que les deux autres structures manufacturières, l'une étant affectée à la confection de papier à cigarette, l'autre ayant pour objet la trituration des chiffons et respectivement localisées à Le Theil-sur-Huisne et Mâle (dans le département de l'Orne), celle d'Avezé avait essentiellement pour but de pourvoir en électricité la fabrique Theilloise. Cette usine, munie d'une turbine à vapeur d'une puissance motrice équivalente à 200 chevaux, a connu un important développement au début du XXe siècle.

## Politique et administration
| Période                                  | Période   | Identité       | Étiquette | Qualité       |
| ---------------------------------------- | --------- | -------------- | --------- | ------------- |
| ?                                        | mars 2001 | Jacques Duval  |           |               |
| mars 2001                                | mars 2014 | Ginette Debray | SE        | Greffière     |
| mars 2014                                | En cours  | Pierre Boulard | SE        | Retraité SNCF |
| Les données manquantes sont à compléter. |           |                |           |               |

## Démographie
L'évolution du nombre d'habitants est connue à travers les recensements de la population effectués dans la commune depuis 1793. Pour les communes de moins de 10 000 habitants, une enquête de recensement portant sur toute la population est réalisée tous les cinq ans, les populations de référence des années intermédiaires étant quant à elles estimées par interpolation ou extrapolation. Pour la commune, le premier recensement exhaustif entrant dans le cadre du nouveau dispositif a été réalisé en 2004.
En 2022, la commune comptait 692 habitants, en évolution de −6,11 % par rapport à 2016 (Sarthe : −0,25 %, France hors Mayotte : +2,11 %).
| 1793  | 1800  | 1806  | 1821  | 1831  | 1836  | 1841  | 1846  | 1851  |
| ----- | ----- | ----- | ----- | ----- | ----- | ----- | ----- | ----- |
| 1 153 | 1 091 | 1 302 | 1 143 | 1 231 | 1 330 | 1 325 | 1 325 | 1 318 |

| 1856  | 1861  | 1866  | 1872  | 1876  | 1881 | 1886 | 1891 | 1896 |
| ----- | ----- | ----- | ----- | ----- | ---- | ---- | ---- | ---- |
| 1 257 | 1 269 | 1 183 | 1 110 | 1 035 | 995  | 944  | 961  | 912  |

| 1901 | 1906 | 1911 | 1921 | 1926 | 1931 | 1936 | 1946 | 1954 |
| ---- | ---- | ---- | ---- | ---- | ---- | ---- | ---- | ---- |
| 903  | 908  | 883  | 765  | 736  | 681  | 678  | 653  | 642  |

| 1962 | 1968 | 1975 | 1982 | 1990 | 1999 | 2004 | 2006 | 2009 |
| ---- | ---- | ---- | ---- | ---- | ---- | ---- | ---- | ---- |
| 634  | 533  | 483  | 537  | 554  | 642  | 740  | 782  | 757  |

| 2014 | 2019 | 2022 | - | - | - | - | - | - |
| ---- | ---- | ---- | - | - | - | - | - | - |
| 748  | 705  | 692  | - | - | - | - | - | - |

## Économie
Avezé comporte une boulangerie, un bar-tabac, un coiffeur, une pizzeria, un routier, une jardinerie et un garage.

## Culture locale et patrimoine

### Lieux et monuments

#### Patrimoine religieux
(février 2012).

##### Église Saint-Pierre, desXIIe,XVe,XVIeetXVIIesiècles
En novembre 1100, le chevalier Guillaume Chesnels et sa femme donnent l'église Saint-Pierre d'Avezé, « telle qu'ils la possédaient » à l'abbaye Saint-Aubin d'Angers,. Dans son testament, Guillaume Chesnels donne six livres pour réédifier l'église, ce que les héritiers refusent d'abord, puis finissent par accepter, en 1107. Dans le compte de 1330, il est fait mention d'une Ecclesia de Aveseio. Une « prestimonie » (sorte de prébende attribuée aux ecclésiastiques avec mission de dédier messes et prières) est fondée en 1445 par Nicolas de Bellême,.
L'église est dédicacée en 1545 par René du Bellai, évêque du Mans. Le porche est réparé en 1626 et 1658, puis reconstruit en 1782. La charpente de la tour est réparée après avoir été frappée par la foudre en 1699, puis c'est au tour de celle du clocher d'être réparée, en 1830. Le retable du maître-autel est installé vers 1818, sa mise en place entraîne le bouchage des fenêtres postérieures.
De l'église du XIIe siècle peuvent subsister des éléments dans le mur droit de la nef, en particulier des fenêtres au-dessus des troisième et quatrième contreforts.
En 1500, la chapelle gauche est édifiée d'un seul jet. Le clocher est peut-être commencé en même temps. Sa construction semble cependant abandonnée lors de la dédicace de 1545 ; il sera terminé par un beffroi en charpente, plusieurs fois restauré. La sacristie (?), construite derrière la chapelle gauche pose un problème : par son implantation, elle est postérieure au chœur et à la chapelle gauche, mais ses caractères laisseraient supposer le contraire.

##### Ancien prieuré, aujourd'hui détruit
On ne sait rien des premiers bâtiments du prieuré sinon que le fondateur, Guillaume Chesnels, avait donné sa « propre maison, qui est tout près de l'église ». Le prieuré est cité dans le compte de 1330 et le pouillé de 1508. En 1791, lors de la vente comme bien national, il se compose « d'un corps de bâtiment distribué en plusieurs chambres à feu tant hautes que basses, grenier, cave, un autre corps de bâtiment servant de grange, une cour close, un petit verger… ». Cette description correspond à l'état donné par le cadastre de 1826 : le bâtiment le plus proche de l'église et perpendiculaire à celle-ci présente un petit avant-corps carré, peut-être une tourelle d'escalier. Le faible espace entre cet édifice et l'église était occupé par une porte, encore subsistante et bien liaisonnée à l'angle de l'église, qui peut dater du premier tiers du XVIe siècle. Une autre porte identique, à l'autre angle de l'église, donnait accès à l'enclos. L'ensemble a disparu au cours du XIXe siècle.
Le prieuré, composé d'un logis à étage et d'une dépendance agricole, paraît avoir été reconstruit au début du XVIe siècle, comme l'église.

#### Patrimoine civil
- Château de la Prousterie, ayant appartenu à la famille Goüin.

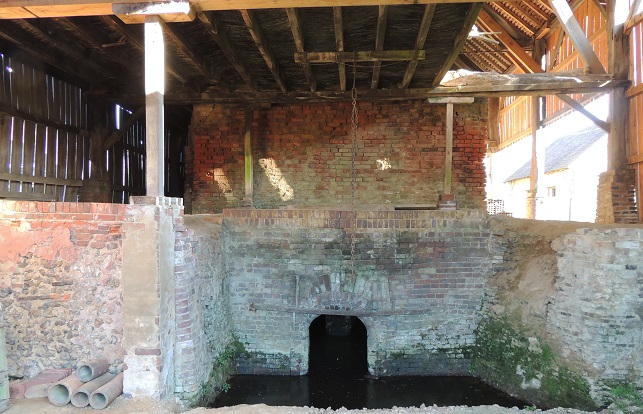
La tuilerie.

### Patrimoine industriel
- Tuilerie des Saules du XIXe siècle, inscrite au titre des Monuments historiques depuis le 4 avril 1986 (grande halle, hangar à charpente, ancien logis et grange-remise)[23],[24]. Cette ancienne manufacture, dont l'autre vocation est celle de la confection de briques, connaît un début d'essor industriel à partir du XVIIIe siècle[24]. À la fin du XIXe siècle, l'activité de la tuilerie avezéenne se développe[24]. En effet, à cette époque, le bâtiment manufacturier est alors adjoint de 2 fours[24]. Toutefois, ces deux éléments, ayant pour destination la cuisson de tuiles et de briques constituées d'un matériau argileux, présentent, de par leur surface de chauffe, une puissance thermique relativement faible[24].